# Associazione Sportiva Martina 1980-1981
Questa pagina raccoglie le informazioni riguardanti l 'Associazione Sportiva Martina nelle competizioni ufficiali della stagione 1980-1981.

## Rosa
| N. |                   | Ruolo | Calciatore            |
| -- | ----------------- | ----- | --------------------- |
|    | Italia (bandiera) | A     | Maurizio Aprile       |
|    | Italia (bandiera) | A     | Giandomenico Biscotto |
|    | Italia (bandiera) | P     | Walter Caprioli       |
|    | Italia (bandiera) | D     | Angelantonio Chimenti |
|    | Italia (bandiera) | C     | Andrea De Comite      |
|    | Italia (bandiera) | A     | Salvatore De Giorgio  |
|    | Italia (bandiera) | D     | Vincenzo Leone        |
|    | Italia (bandiera) | C     | Domenico Marangi      |
|    | Italia (bandiera) | A     | Manuel Marini         |
|    | Italia (bandiera) | A     | Sergio Notariale      |

| N. |                   | Ruolo | Calciatore           |  |
| -- | ----------------- | ----- | -------------------- |  |
|    | Italia (bandiera) | C     | Pietro Nuzzo         |  |
|    | Italia (bandiera) | C     | Cataldo Orlando      |  |
|    | Italia (bandiera) | D     | Armando Pellegrini   |  |
|    | Italia (bandiera) | C     | Domenico Pellegrini  |  |
|    | Italia (bandiera) | C     | Giacomo Pettinicchio |  |
|    | Italia (bandiera) | D     | Giancarlo Rabacchin  |  |
|    | Italia (bandiera) | A     | Cosimo Sale          |  |
|    | Italia (bandiera) | P     | Mario Spataro        |  |
|    | Italia (bandiera) | D     | Nino Tocci           |  |
|    | Italia (bandiera) | C     | Luigi Vento          |  |

## Risultati

### Campionato

#### Girone di andata
| 28 settembre 1980 1ª giornata | Martina | 0 – 0 | Palmese |  |

| 5 ottobre 1980 2ª giornata | Nuova Igea | 1 – 2 | Martina |  |

| 12 ottobre 1980 3ª giornata | Martina | 2 – 1 | Sorrento |  |

| 19 ottobre 1980 4ª giornata | Martina | 1 – 0 | Brindisi |  |

| 26 ottobre 1980 5ª giornata | Frattese | 1 – 1 | Martina |  |

| 2 novembre 1980 6ª giornata | Martina | 0 – 0 | Virtus Casarano |  |

| 9 novembre 1980 7ª giornata | Potenza | 0 – 2 | Martina |  |

| 16 novembre 1980 8ª giornata | Martina | 2 – 0 | Marsala |  |

| 23 novembre 1980 9ª giornata | Savoia | 2 – 1 | Martina |  |

| 30 novembre 1980 10ª giornata | Martina | 1 – 0 | Squinzano |  |

| 7 dicembre 1980 11ª giornata | Alcamo | 1 – 0 | Martina |  |

| 14 dicembre 1980 12ª giornata | Martina | 1 – 2 | Campania |  |

| 21 dicembre 1980 13ª giornata | Ragusa | 1 – 2 | Martina |  |

| 4 gennaio 1981 14ª giornata | Martina | 0 – 0 | Messina |  |

| 11 gennaio 1981 15ª giornata | Barletta | 1 – 0 | Martina |  |

| 18 gennaio 1981 16ª giornata | Martina | 2 – 1 | Monopoli |  |

| 25 gennaio 1981 17ª giornata | Juventus Stabia | 3 – 1 | Martina |  |

#### Girone di ritorno
| 1º febbraio 1981 18ª giornata | Palmese | 1 – 0 | Martina |  |

| 8 febbraio 1981 19ª giornata | Martina | 3 – 1 | Nuova Igea |  |

| 15 febbraio 1981 20ª giornata | Sorrento | 2 – 2 | Martina |  |

| 22 febbraio 1981 21ª giornata | Brindisi | 1 – 0 | Martina |  |

| 1º marzo 1981 22ª giornata | Martina | 1 – 2 | Frattese |  |

| 7 marzo 1981 23ª giornata | Virtus Casarano | 3 – 0 | Martina |  |

| 15 marzo 1981 24ª giornata | Martina | 1 – 1 | Potenza |  |

| 29 marzo 1980 25ª giornata | Marsala | 1 – 0 | Martina |  |

| 5 aprile 1981 26ª giornata | Martina | 2 – 1 | Savoia |  |

| 12 aprile 1981 27ª giornata | Squinzano | 2 – 0 | Martina |  |

| 26 aprile 1981 28ª giornata | Martina | 2 – 0 | Alcamo |  |

| 3 maggio 1981 29ª giornata | Campania | 0 – 3 | Martina |  |

| 10 maggio 1981 30ª giornata | Martina | 3 – 0 | Ragusa |  |

| 17 maggio 1981 31ª giornata | Messina | 1 – 1 | Martina |  |

| 24 maggio 1981 32ª giornata | Martina | 2 – 0 | Barletta |  |

| 31 maggio 1981 33ª giornata | Monopoli | 1 – 0 | Martina |  |

| 7 giugno 1981 34ª giornata | Martina | 0 – 0 | Juventus Stabia |  |